# 渡辺淳 (写真家)
渡辺 淳（わたなべ じゅん、1897年6月16日-1990年9月11日）とは、日本の写真家。高山正隆、山本牧彦らとともに、日本の芸術写真（ピクトリアリスム）のうち「ベス単派（光大派）」代表する写真家の1人である。
千葉県生まれ。
中学卒業後上京し、松村写真館に入り、沢野道太に師事する。
1915年、シンガポールへ赴く（フランスに行くつもりであったがいけなかった代わりに）。現地にてイギリス系の写真館（バックレージによる経営）に勤務（2年間）。
さらに、インドのカルカッタに半年滞在する。
帰国後、シンガポールで知り合った写真家・山端祥玉（山端庸介の父）の誘いでジーチーサン商会（G.T.Sun、グラフィック・タイムズ・サン商会。写真の通信教育の会社）に参加（のち、「山端写真科学研究所」と改称）。
1924年ごろから、雑誌『芸術写真研究』（1922年創刊）に写真作品を投稿し、主筆の中島謙吉に見出される。
1928年に、山本牧彦が設立した「日本光画協会」に入会し、その「第一世代」として活躍。
戦後は、「サン・ニュース・フォト社」を設立。その後、ジーチーサン商会を再建し、再建後には、広告写真も撮影した。
なお、『芸術写真研究』は1970年11月に終刊するが、渡辺淳は、他の写真家とともに、1972年に、その後継誌にあたる『光大』（桐畑会）を創刊した。